# Fortaleza (Orthon)
Fortaleza ist eine Ortschaft im Departamento Pando im Tiefland des südamerikanischen Anden-Staates Bolivien.

## Lage im Nahraum
Fortaleza ist die bevölkerungsreichste Ortschaft des Kanton San Pablo im Municipio San Pedro in der Provinz Manuripi und liegt auf einer Höhe von 140 m. Die Ortschaft liegt am rechten, südlichen Ufer des Río Orthon, einem Nebenfluss des Río Beni.

## Geographie
Fortaleza liegt im bolivianischen Teil des Amazonasbeckens, nordöstlich vorgelagert den Ausläufern der peruanischen Cordillera Oriental im tropischen Feuchtsavannenklima der Äquatorialzone.
Die mittlere Durchschnittstemperatur der Region liegt bei knapp 26 °C und schwankt sowohl im Jahres- wie im Tagesverlauf nur unwesentlich, nur in den trockenen Wintermonaten von Juni bis August liegt sie aufgrund der nächtlichen Wärmeabstrahlung bei offener Wolkendecke geringfügig niedriger (siehe Klimadiagramm Porvenir). Der Jahresniederschlag beträgt etwa 1.900 mm und weist während der Regenzeit über mehr als die Hälfte des Jahres Monatswerte zwischen 150 und 300 mm auf, nur in der kurzen Trockenzeit von Juni bis August sinken die Niederschläge auf Monatswerte unter 50 mm.

## Verkehrsnetz
Fortaleza liegt in einer Entfernung von etwa 265 Kilometern Luftlinie östlich von Cobija, der Hauptstadt des Departamentos.
Fortaleza ist nicht auf dem Landweg über befestigte Straßen zu erreichen. Die Ortschaft liegt direkt am südlichen Ufer des Río Orthon, der hier in östlicher Richtung fließt und 85 Kilometer flussabwärts in den Río Beni mündet. Nur zehn Kilometer südlich von Fortaleza fließt in östlicher Richtung der Río Madre de Dios, der ebenfalls in den Río Beni fließt und sich mit diesem bei der Stadt Riberalta vereinigt. In diesem feuchten flachwelligen Gelände aus verlandeten Flussschlingen ist die Anlage einer befestigten Straße für einige hundert Einwohner wenig sinnvoll.
Fortaleza ist entweder von Westen her auf dem Wasserweg über die Ortschaft Puerto Rico zu erreichen, die 320 Kilometer flussaufwärts am Zusammenfluss von Río Manuripi und Río Tahuamanu zum Río Orthon liegt; oder von Riberalta aus zuerst 35 Kilometer den Río Beni abwärts und dann 85 Kilometer den Río Orthon flussaufwärts.

## Bevölkerung
Die Einwohnerzahl des Ortes ist im vergangenen Jahrzehnt um ein Vielfaches angestiegen:
| Jahr | Einwohner         | Quelle       |
| ---- | ----------------- | ------------ |
| 1992 | keine Detaildaten | Volkszählung |
| 2001 | 33                | Volkszählung |
| 2012 | 200               | Volkszählung |
| 2024 |                   | Volkszählung |